# Carex austro-occidentalis
Espèce
Classification phylogénétique
Carex austro-occidentalis est une espèce de plantes du genre Carex et de la famille des Cyperaceae.